# Medicine Creek
Medicine Creek är ett vattendrag i Kanada.   Det ligger i provinsen Manitoba, i den sydöstra delen av landet, 1 700 km väster om huvudstaden Ottawa.
Omgivningarna runt Medicine Creek är en mosaik av jordbruksmark och naturlig växtlighet. Runt Medicine Creek är det glesbefolkat, med 14 invånare per kvadratkilometer.